# Tierra de la Princesa Isabel
|  |

Territorio Antártico Australiano, reivindicado por Australia, donde está la Tierra de la Princesa Isabel.

Tierra de la Princesa Isabel (en inglés, Princess Elizabeth Land) es el nombre dado por Australia al sector del Territorio Antártico Australiano que reivindica en la Antártida Oriental comprendido entre el meridiano 73° Este, límite con la Tierra de Mac. Robertson en la barrera de hielo Amery, y el cabo Penck (66°43′S 87°43′E / -66.717, 87.717), límite con la Tierra del Emperador Guillermo II. 
De acuerdo a la nomenclatura australiana, la costa de la Tierra de la Princesa Isabel comprende:
- La costa de Ingrid Christensen desde los 73° Este hasta los 81 ° Este.
- La costa del Rey Leopoldo y la Reina Astrid, desde los 81° E hasta el cabo Penck a 87° 43' Este.

De acuerdo a la nomenclatura internacionalmente más reconocida, el nombre Tierra de la Princesa Isabel no es utilizado. La costa de Ingrid Christensen es ampliada hacia el oeste hasta el promontorio Jennings (70°10′S 72°33′E / -70.167, 72.550) y hacia el este hasta el extremo occidental de la barrera de hielo Oeste a 81° 24' Este. La costa del Rey Leopoldo y la Reina Astrid es denominada costa de Leopoldo y Astrid y es continuación de la anterior.
El mar que baña la Tierra de la Princesa Isabel al oeste de barrera de hielo Oeste suele ser denominado mar de la Cooperación, mientras que el ubicado al este es llamado mar de Davis. Aunque el área es reclamada por Australia, está sujeta a las restricciones establecidas por el Tratado Antártico.
En esta región se han establecido las siguientes bases (activas y cerradas), de oeste a este:
| Base                  | País      | Ubicación                                         | Costa                 |
| --------------------- | --------- | ------------------------------------------------- | --------------------- |
| Drúzhnaya 4 (cerrada) | Rusia     | 69°44′S 72°42′E / -69.733, 72.700                 | de Ingrid Christensen |
| Zhongshan             | China     | 69°22′S 76°22′E / -69.367, 76.367                 | de Ingrid Christensen |
| Taishan               | China     | 73°51′S 76°58′E / -73.850, 76.967                 | de Ingrid Christensen |
| Law-Racovita          | Rumania   | 69°23′S 76°22′E / -69.383, 76.367                 | de Ingrid Christensen |
| Progres               | Rusia     | 69°23′S 76°23′E / -69.383, 76.383                 | de Ingrid Christensen |
| Davis                 | Australia | 68°34′35.8″S 77°58′2.6″E / -68.576611, 77.967389  | de Ingrid Christensen |
| Platcha               | Australia | 68°30′41.8″S 78°30′43.6″E / -68.511611, 78.512111 | de Ingrid Christensen |

## Historia
La Tierra de la Princesa Isabel fue descubierta el 9 de febrero de 1931 por la Expedición de investigación antártica británica, australiana y neozelandesa (BANZARE) (1929-1931) al mando de Douglas Mawson. Su nombre le fue dado por Mawson en honor de la princesa Isabel (hoy reina Isabel II del Reino Unido). 